# Herman Finck

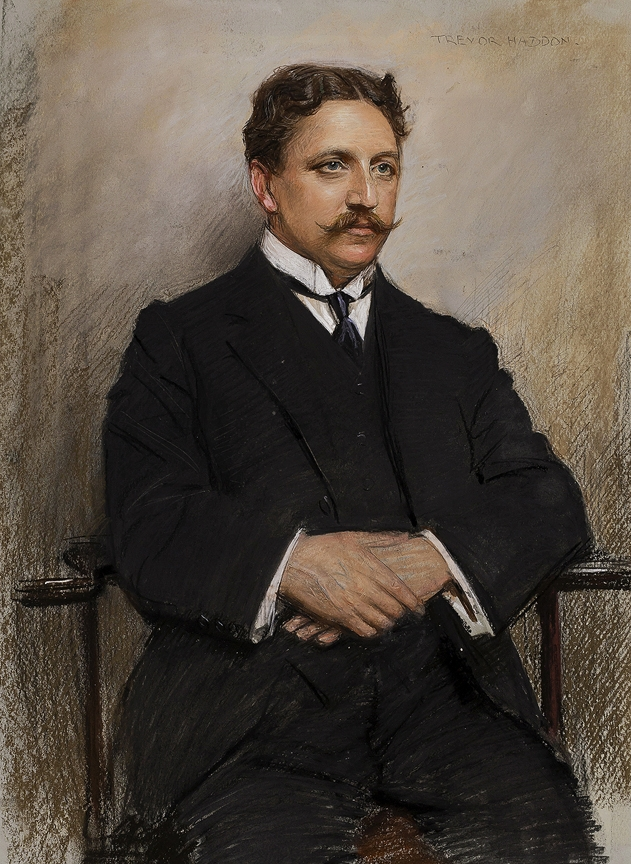

Herman Finck, född 4 november 1872 i London, död 21 april 1939 i London, engelsk kompositör och dirigent av holländsk härkomst.
Herman Finck föddes som Hermann Van Der Vinck i London och påbörjade sina studier vid Guildhall School of Music and Drama och arbetade som dirigent vid Palace Theatre i London mellan åren 1900 till 1920. Under 1910- och 1920-talen var han en produktiv kompositör. Finck skapade ett trettiotal teaterföreställningar av varierat slag, såsom opera (exempelvis Decameron Nights), balett (exempelvis My Lady Dragon Fly), revyer (exempelvis Round the Map och The Passing Show') med mera.